# Joe Lutkenhaus
Joseph Frank Lutkenhaus, mais conhecido como Joe Lutkenhaus (Decorah, Iowa, 24 de abril de 1947) é um microbiologista, biologista molecular e imunologista estadunidense

## Condecorações (seleção)
- 2002 membro da American Academy of Microbiology
- 2012 Prêmio Louisa Gross Horwitz[1]
- 2014 membro da Academia Nacional de Ciências dos Estados Unidos[2]